# روسيا الأوروبية
روسيا الأوروبية (بالروسية: Европейская Россия, европейская часть России)‏
 هي المناطق الغربية من روسيا والتي تقع داخل قارة أوروبا. تاريخيًا حُدود أوروبا هي مع سلسلة جبال الأورال. ووفقًا للتعريف التاريخي تقع معظم الأراضي الروسية داخل القارة الآسيوية ولكن معظم سكان البلاد يعيشون في روسيا الغربية. مدينتا موسكو وسانت بطرسبرغ تقعان ضمن المنطقة الروسية الأوروبية. وتُعَد روسيا دولة أوروبية غير تابعة للاتحاد الأوروبي ولها باع كبير في السياسة الأوروبية تجاه العالم.